# (7355) Bottke
(7355) Bottke est un astéroïde de la ceinture principale.

## Description
(7355) Bottke est un astéroïde de la ceinture principale. Il fut découvert le 25 avril 1995 à Kitt Peak par le projet Spacewatch. Il présente une orbite caractérisée par un demi-grand axe de 2,26 UA, une excentricité de 0,17 et une inclinaison de 7,7° par rapport à l'écliptique.

## Compléments